# For the New Intellectual
For the New Intellectual là một tác phẩm thuộc thể văn nghị luận, tập hợp nhiều bài viết ngắn của tác giả Ayn Rand. Tác phẩm nói về vai trò của giới tri thức đối với sự phát triển của xã hội Mỹ ngày nay.
Trong xã hội Mỹ, nhiều khi vai trò của giới trí thức bị lu mờ. Ayn đã ví con người trong quá khứ như hai loại "Pháp sư" và "Atilas" (kẻ thô lỗ). Hai loại người này đấu tranh sinh tồn trong xã hội và tạo ảnh hưởng theo các cách khác nhau. Mỗi loại người có nhận thức khác nhau.